# Майо, Джан Франческо де
Джан Франческо де Майо (итал. Gian Francesco de Majo), прозванный Чиччо (итал. Ciccio; 23 марта 1732 года, Неаполь, королевство Неаполь — 17 ноября 1770 года, там же) — итальянский композитор.

## Биография
Джан Франческо де Майо родился 23 марта (или 24 марта) 1732 года в Неаполе, в королевстве Неаполь в семье композитора Джузеппе де Майо и Терезы Манна. Первым учителем музыки будущего композитора был его отец, в 1745 году получивший место капельмейстера в капелле королей Неаполя. Затем он обучался у дяди по линии материи, композитора и преподавателя консерватории Дженнаро Манна и у двоюродного деда, известного композитора, Франческо Фео.
В 13 лет Джан Франческо де Майо получил место второго игрока на клавесине в оркестре при дворцовом театре королей Неаполя. В 1747 году он был принят внештатным органистом в капеллу королей Неаполя, без жалования. В 1750 году, после смерти первого органиста капеллы, Пьетро Филиппо Скарлатти, его зачисли в штат с ежемесячным окладом в 1 дукат. В 1758 году он получил место второго органиста с ежемесячным окладом в 8 дукатов. Кроме того, с 1749 года Джан Франческо де Майо был в капелле одним из признанных авторов произведений церковной музыки.
7 февраля 1759 года в Парме была поставлена его первая опера «Рицимер, король готов» (итал. Ricimero, re dei goti). В том же году она была поставлена в Риме. По свидетельству оставленному Карло Гольдони в «Мемуарах», эта постановка имела большой зрительский успех. В начале 1760 года из-за туберкулёза композитор не смог написать оперу на либретто «Триумф Камиллы» (итал.  Il trionfo di Camilla) Сильвио Стампильи для театра Сан-Карло в Неаполе, но в июне того же года была поставлена его опера «Умиротворенная Справедливость» (итал. Astrea placata), а в ноябре опера «Гай Фабриций» (итал. Cajo Fabrizio), которые были хорошо приняты публикой.
Между 1761 и 1763 годами в театрах Ливорно, Венеции и Турина были поставлены несколько его опер. Во время поездки по северу Италии он познакомился с падре Джованни Баттиста Мартини. После возвращения в свой родной город на короткий период, композитор в феврале 1764 года выехал в Вену, где получил заказ написать оперу по случаю коронации императора Иосифа II. В том же году он переехал в Мангейм.
После постановки его оперы в Мадриде, Джан Франческо де Майо вернулся в Италию, где в 1765 году в Турине представил публике новую оперу «Монтесума» (итал. Montezuma ) на либретто Витторио Амедео Чинья-Санти. В следующем году, ненадолго вернувшись в Неаполь, он подготовил турне по Италии и Европе, во время которого снова посетил Мангейм, а на обратном пути побывал Венеции и Риме. В августе 1767 года Джан Франческо де Майо получил место капельмейстера в капелле королей Неаполя, став преемником своего отца Джузеппе де Майо и обойдя композитора Никколо Пиччини.
Из-за финансовых проблем ему пришлось отказаться от многих будущих поездок и постановок своих новых опер. Вместе с должностью капельмейстера, за ним сохранили место второго органиста. К дню рождения королевы Марии Каролины ему была заказана опера «Эвмен», премьера которой намечалась на 4 ноября 1770 года в театре Сан-Карло, но из-за ухудшения состояния здоровья композитора, премьеру отложили на январь следующего года. Однако, Джан Франческо де Майо успел написать только 1 акт. 17 ноября 1770 года он умер в родном городе от туберкулёза. 2 и 3 акты были дописаны композиторами Джакомо Инсангвине и Паскуале Эррикелли.

## Творческое наследие
Творчество композитора получило признание современников, одним из которых был Вольфганг Амадей Моцарт. В трактатах XVIII века, Джан Франческо де Майо, наряду с Никколо Йомелли и Томмазо Траэтта, называется одним из реформаторов оперы-сериа. Духовная музыка композитора исполнена драматичности, которая достигается речитативами и впечатляющими гармоническими диссонансами.
Творческое наследие композитора включает 22 оперы (у 4 опер спорная атрибуция), 2 оратории, около 30 церковных сочинений, 2 кантаты и 1 сонату для клавесина.